# Digitale Bibliothek Ostschweiz
Die Digitale Bibliothek Ostschweiz ist ein Angebot an elektronischen Medien (E-Books, E-Audios, E-Music, E-Videos, E-Magazine, E-Paper) der Ostschweizer Kantonsbibliotheken zusammen mit rund 100 öffentlichen Bibliotheken. Sie basiert auf dem System Onleihe von DiViBib, einer Tochterfirma der ekz.bibliotheksservice.
Beteiligt sind Bibliotheken aus den Kantonen Appenzell Ausserrhoden, Appenzell Innerrhoden, Glarus, Graubünden, St. Gallen, Schaffhausen, Thurgau und Zürich sowie dem Fürstentum Liechtenstein. Das Angebot ist 2008 auf Initiative der Kantonsbibliothek Vadiana, die auch die Geschäftsführung innehat, als Digitale Bibliothek St. Gallen und erster Onleihe-Verbund überhaupt entstanden und wurde 2011 auf die ganze Region ausgeweitet.
Andere Regionen der Schweiz planen digitale Verbünde nach dem Vorbild der Digitalen Bibliothek Ostschweiz.